# McLaren MP4/98T
A McLaren MP4/98T egy Gordon Murray által tervezett Formula–1-es versenyautó, az első kétüléses autó a sportág történetében, mely elsősorban marketingcélokat szolgált. Alapját a McLaren MP4/13 képezte.
A legelső kétüléses McLaren terveit még Andy Blackmore készítette 1996-ban. Mivel ekkor még a Marlboro volt a csapat főszponzora, a vázlatrajzokon piros-fehér színű autó látható. A végül megépített modellt Gordon Murray tervezhette meg. Először az 1998-as ausztrál nagydíjon láthatta a nagyközönség. A második ülés közvetlenül a pilóta mögött helyezkedik el, azzal a céllal, hogy az utas "megtapasztalja", milyen erős egy Formula–1-es autó.
Tervezésekor a biztonság és a kényelem voltak a fő szempontok, ennek megfelelően a kasztni megfelel az FIA előírásainak. Hogy az utasok mindenképpen védve legyenek, oldalról is megerősítésre került a váz, emellett hatpontos biztonsági övet alkalmaztak.
Első utasa Murray Walker tévékommentátor volt, valamint közvetlenül utána Max Mosley, de utazott benne János Károly spanyol király, Jim Corr és Vanessa Mae is. Pilótái Darren Turner, David Coulthard, Mika Häkkinen, Niki Lauda, Martin Brundle, Chris Goodwin és Olivier Panis voltak.
2001 júniusában az autót nyugdíjazták és eltűnt a nyilvánosság elől. 2021-ben aztán Laguna Secában Häkkinen vezette ismét az ekkor már papaja-kék színűre festett autót.